# Jean V de Courtejoye
Jean V de Courtejoye, mort en 1647, est un noble hesbignon ayant régné sur la seigneurie de Grâce-Berleur. 

## Biographie
Fils de Jean IV de Courtejoye et d’Élisabeth de Lhoinne de Brus, il n'habitait pas Grâce lorsque son père quitta la localité; il avait « sa résidence en braibant ».
Avant le décès de son père, il fit relief à Trognée le 31 décembre 1621 pour la seigneurie de Grâce et le 5 mai 1627 pour le reste du domaine.
Il fut seigneur à Ouhar et il semble qui est le premier à joindre à son titre de voué de Grâce celui de seigneur du Berleur.
Il avait épousé Marguerite de Boubay, fille d'Antoine de Boubay, on peut donc conclure qu'il a épousé la sœur de la seconde épouse de son père (Jeanne de Boubay). Le 17 juillet 1638, dans leur château de Jemeppe, ils font testament par devant Maître Jean Goffard, notaire.
Ils eurent trois enfants : Lamoral, qui pris la succession; Charles-Antoine et Isabelle-Françoise qui épousa Laurent de Charneux dit de Marets, dont le fils, Arnold-Laurent, chevalier, seigneur d'Ouhar émit des prétentions sur la seigneurie au début du XVIIIe siècle.
Jean mourut en 1647.